# Epitomapta
Epitomapta is een geslacht van zeekomkommers uit de familie Synaptidae.

## Soorten
- Epitomapta roseola (Verrill, 1874)
- Epitomapta tabogae Heding, 1928